# Planinarstvo
Planinarstvo obuhvaća sve čovjekove djelatnosti izravno i neizravno vezane uz vlastonožno kretanje u planinskim predjelima. Planinarstvo nije besciljno lutanje po brdima i osvajanje već osvojenih vrhova s kojih ćemo ionako ubrzo morati sići; naprotiv, planinarstvo je način i stil života, čitav niz aktivnosti koje suvremenom čovjeku život čine ugodnijim, zanimljivijim i nadasve ljepšim. Biti planinar znači obilaziti i upoznavati ljepote Zemlje, uživati u prekrasnim gorskim vidicima, stjecati nove prijatelje.
Planinarstvo u osnovi nije sport, jer tu nema natjecateljske borbe, koja je bitno obilježje svakog sporta.
Odlazak u prirodu i kretanje na čistom gorskom zraku predstavlja aktivan način odmora, koji unatoč uloženom fizičkom naporu, čovjeka ispunjava novom snagom i zadovoljstvom.

## Planinarstvo u Hrvatskoj
Vidi Hrvatske planine.

## Povijest planinarstva
- 1336. prvi poznati uspon iz planinarskih pobuda: Francesco Petrarca penje se na Mount Ventoux u Francuskoj
- 1536. prvo hrvatsko književno djelo nadahnuto planinama: Petar Zoranić Ninjanin piše Planine
- 1555. Konrad Gessner objavljuje opis uspona na Pilatus u Švicarskoj, klasično djelo planinarske književnosti
- 1778. prvi uspon na Triglav (2863 m ); Slovenci L. Korošec, M. Kos, Š. Rožić i L. Willomitzer
- 1786. prvi uspon na Mont Blanc (4807 m); M.G. Paccard i J.J. Balmat
- 1800. prvi uspon na Grossglockner (3797 m); sudjeluje i Slovenac Valentin Stanič
- 1843. prvi poznati alpinistički uspon u Hrvatskoj: ilirkinja Dragojla Jarnević penje se krzo stijenu Okića
- 1852. prvi planinarski putopis u hrvatskoj književnosti: Zora na Učki u zagrebačkom 'Nevenu' (autor A.Ć.)
- 1857. prva planinarska organizacija u svijetu: Alpine club, osnovan u Londonu
- 1865. prvo osvajanje Matterhorna (4477 m): Edward Whimper i prijatelji
- 1870. prvi hrvatski planinarski objekt: nekoliko zagrebačkih građana postavlja drvenu piramidu na Sljemenu
- 1874. osnovano Hrvatsko planinarsko društvo, prva planinarska organizacija u Hrvatskoj; Hrvati su 9. narod u svijetu s planinarskom organizacijom
- 1896. osnovano u Pazinu Istarsko planinarsko društvo (Societa alpina dell' Istria)
- 1878. prva planinarska kuća u Hrvatskoj: »Gradska kuća« na Sljemenu iznad Zagreba
- 1879. ilirac Ljudevit Vukotinović otkriva runolist na Risnjaku
- 1892. osnovano Slovensko planinarsko društvo
- 1898. počinje izlaziti »Hrvatski planinar«, glasilo HPD-a (od 1949. do 1991. »Naše planine«), danas glasilo Hrvatskog planinarskog saveza  Arhivirana inačica izvorne stranice od 31. kolovoza 2006. (Wayback Machine)
- 1899. lugar Jakob Mihelčić iz Begovog Razdolja otkriva Dragutinu Hircu prilaz na vrh Bijelih stijena
- 1899. U Zadru osnovano Planinarsko turističko društvo LIBURNIJA
- 1912. prvi penjački uspon u Klekovoj stijeni: tri člana HPD nepoznatim smjerom
- 1925. na Plitvičkim jezerima osnovan Savez planinarskih društava Jugoslavije
- 1924. osnovano planinarsko društvo u Dalmaciji, PD "Svilaja", Sinj
- 1924. osnovano planinarsko društvo Kalnik u Križevcima(4. rujna s 18 osnivača)
- 1924. Alojz Knafelc razvio je Knafelčevu planinsku markaciju, koja se i danas koristi u Hrvatskoj i okolnim zemljama.
- 1925. proširenjem »Gradske kuće« na Sljemenu nastao Tomislavov dom (izgorio 1934.)
- 1926. prvi priznati alpinistički uspon u Hrvatskoj: Cepinaški smjer u Kleku (Badovinac s prijateljima)
- 1927. izgrađen prvi dom na Zavižanu (Krajačeva kuća)
- 1928. osnovan Međunarodni savez planinarskih organizacija (UIAA)
- 1930. prvi hrvatski uspon na Mont Blanc bez vodiča: Dušan Jakšić i Franjo Draženović
- 1933. završena izgradnja uzdužne planinarske staze kroz sjeverni i srednji Velebit (Premužićeva staza)
- 1935. osnovana prva hrvatska alpinistička organizacija: Alpinistička sekcija u HPD-u (poslije: Alpinistički odsjek)
- 1944. Zagrepčanin Tibor Sekelj penje se na Aconcaguu u Andama, naš prvi uspon na šesttisućnjak
- 1948. osnovan Planinarski savez Hrvatske i PD »Zagreb« (poslije »Zagreb-Matica«)
- 1950. osnovana Gorska služba spašavanja PSH
- 1950. osvojen prvi 8-tisućnjak: Maurice Herzog popeo se na Annapurnu I (8078 m)
- 1952. osnovana u okviru PSH Referada za speleologiju (poslije Komisija)
- 1953. prvo osvajanje Mount Everesta (8848 m): Edmund Hillary i Tenzing Norgay pod vodstvom Johna Hunta
- 1953. PSH je 24. lipnja u Delfima primljen u Međunarodni savez planinarskih organizacija (UIAA)
- 1956. osnovana Komisija za speleologiju HPS
- 1956. otvorena planinarska zbirka u okviru Samoborskog muzeja
- 1956. održano prvo orijentacijsko prvenstvo Hrvatske na Dinari
- 1969. otvorenje »Velebitskog planinarskog puta« Zavižan-Paklenica
- 1970. otvorenje planinarske transverzale »Po planinama Hrvatske«
- 1972. otvoren Dom HPS u Zagrebu
- 1974. proslava 100. obljetnice organiziranog planinarstva (organizirani: slet planinara na Platku, simpozij, zasjedanje Generalne skupštine Međunarodne planinarske organizacije u Delnicama, akademija u Zagrebu)
- 1974. izlazi prvo izdanje Poljakovog vodiča »Planine Hrvatske«
- 1975. izlazi zbornik »Hrvatsko planinarstvo« autora Željka Poljaka i V. Blaškovića
- 1977. silaz u Bunovac na Velebitu do tada najdublju poznatu jamu u Hrvatskoj (-534 m)
- 1978. prvi uspon bez kisika na Mount Everest: tirolski alpinist Reinhold Messner
- 1983. speleološka ekspedicija PSH u Maroko
- 1984. proslava 110. obljetnice organiziranog planinarstva, otvorena alpinistička zbirka u Zavičajnom muzeju u Ogulinu
- 1985. otkriven najveći špiljski kompleks u Hrvatskoj: Đulin ponor - Medvednica kod Ogulina (16.396 m)
- 1991. na Skupštini 13. travnja Planinarski savez Hrvatske mijenja ime u Hrvatski planinarski savez, a glasilu »Naše Planine« vraća se staro ime »Hrvatski planinar«
- 1991. osnovana Planinska satnija Velebit, poslije specijalna postrojba Glavnog stožera HV, sa 103 člana, koja u Domovinskom ratu brani južni Velebit
- 1991. 28.rujna Hrvatski planinarski savez je po drugi puta primljen u Međunarodni savez planinarskih organizacija (UIAA)
- 1993. speleološka ekspedicija u Lukinu jamu na Hajdučkim kukovima u Nacionalnom parku Sjeverni Velebit, jama je istražena do dubine -1355 m, prva jama dublja od 1000 m u Hrvatskoj
- 1994. druga speleoška ekspedicija u Lukinu jamu, spajanjem Trojame s Lukinom jamom i ronjenjem u sifonu na dnu jame, konačna dubina jamskog sustava Lukina jama-Trojama je -1392 m
- 1994. svečano obilježena 120. obljetnica hrvatskog planinarstva
- 1998. organiziran prvi pohod na najviši vrh Hrvatske - Dinaru
- 1998. obilježena stoljetnica izlaženja časopisa »Hrvatski planinar«
- 1999. otvorene web-stranice Hrvatskog planinarskog saveza   Arhivirana inačica izvorne stranice od 31. kolovoza 2006. (Wayback Machine)
- 2003. predstavnik HPS sudjelovao na skupu europskih planinskih saveza u Europskom parlamentu u Bruxellesu
- 2004. u povodu 130. obljetnice hrvatskog planinarstva izdana »Zlatna knjiga hrvatskog planinarstva« Željka Poljaka

## Hrvatske ekspedicije
Hrvatsko planinarstvo ima dugu tradiciju. S osnivanjem Hrvatskog planinskog društva (HPD) godine 1874. Hrvati su se uvrstili među prvih devet naroda na svijetu s planinarskom organizacijom.
- 1958. PD 'Platak' Rijeka organizira uspon na Kilimandžaro, prvi hrvatski pohod ekspedicijskog stila
- 1964. PDS 'Velebit' Zagreb organizira alpinističku ekspediciju u Norvešku
- 1965. hrvatski alpinisti sudjeluju u ekspediciji na Kavkaz
- 1969. članovi PD 'Zagreb' uspinju se na Demavand, najviši vrh Irana
- 1970. članovi riječke ekspedicije i PD 'Vihor' Zagreb uspinju se na Ararat
- 1971. prva hrvatska alpinistička ekspedicija PSH - Grenland
- 1971. zastava Hrvatske prvi put na Himalaji (Željko Poljak na Bezimenom vrhu u masivu Annapurne)
- 1973. prva splitska alpinistička ekspedicija - Spitsbergen (Norveška)
- 1974. Hrvatski alpinisti sudjeluju u ekspediciji na Kavkaz
- 1975. druga hrvatska alpinistička ekspedicija - Aconcagua (Ande)
- 1975. druga splitska alpinistička ekspedicija - Noshak (Hindukush)
- 1978. druga velebitaška alpinistička ekspedicija - Mount McKinley (Aljaska)
- 1979. prvi hrvatski uspon na Mount Everest: Stipe Božić iz Splita kao član jugoslavenske ekspedicije
- 1979. treća hrvatska alpinistička ekspedicija – Mt. Kenya (Kenija)
- 1981. treća velebitaška alpinistička ekspedicija – Alpamayo (Peru)
- 1981. hrvatski ženski visinsk rekord: Splićanka Ana Mažar na Vrhu Komunizma (7495 m) u Pamiru
- 1981. četvrta hrvatska alpinistička ekspedicija – Elbrus (Kavkaz)
- 1982. prva zagrebačka himalajska ekspedicija – Annapurna IV
- 1982. skijaška himalajska ekspedicija GSS stanice Zagreb – Kang Guru (Himalaja)
- 1982. Delnička alpinistička ekspedicija – Huascaran (Peru)
- 1983. treća splitska alpinistička ekspedicija – Manaslu (Himalaja)
- 1983. četvrta velebitaška alpinistička ekspedicija – Mount St. Elias (Kanada)
- 1983. prva slavonska planinarska ekspedicija – Huascaran (Peru)
- 1984. planinarsko-skijaška ekspedicija PDS 'Velebit' Zagreb – Patagonija (Čile)
- 1984. Splitsko-ljubljanska alpinistička ekspedicija na Manaslu (Himalaja)
- 1984. Riječka alpinistička ekspedicija – Alpamayo (Peru)
- 1984. peta hrvatska alpinistička ekspedicija – Fanske gore (Pamir)
- 1985. druga zagrebačka alpinistička ekspedicija – Huandoy (Peru)
- 1985. ekspedicija PDS 'Velebit' na Mjesečeve planine – Ruwenzori i Kilimandžaro (Uganda, Kenya)
- 1986. treća zagrebačka alpinistička ekspedicija – Ama Dablam (Himalaja)
- 1986. Zadranin Bogdan Brakus uspinje se na šesti vrh na svijetu – Cho Oyu (Himalaja)
- 1987. četvrta zagrebačka alpinistička ekspedicija – Ngozumba Kang (Himalaja)
- 1989. Splitski alpinist Stipe Božić drugi puta na Mount Everestu
- 1989. peta zagrebačka alpinistička ekspedicija – Mount Everest s kineske strane
- 1990. prva zimska zagrebačka ekspedicija na Annapurnu I (Himalaja)
- 1991. Splitski alpinist Stipe Božić uspinje se na treći po visini vrh na svijetu Kangchenjunga
- 1993. Splitski alpinist Stipe Božić uspinje se na drugi po visini vrh na svijetu K2
- 1995. Hrvatska himalajska ekspedicija osvaja šesti vrh na svijetu Cho Oyu (Himalaja); s vrha skija Branko Šeparović, a malo niže D. Petrin skače padobranskim jedrom
- 1996. Hrvatska alpinistička ekspedicija penje prvenstveni smjer u neosvojenoj stijeni Igdlorssuit Havn towera na Grenlandu ( B.Čujić,D.Dular,V.Paušić,I.Kalan,M.Kajzelj)
- 1997. Hrvatska alpinistička ekspedicija penje se na Mount Everest, i to s tibetanske strane, i na vrh po prvi puta stavlja državnu zastavu.
- 1997. Stipe Božić zaključio je sve uspone na najviše vrhove svih 7 kontinenata
- 1998. Ekspedicija HPS usponom na Shishapamgmu (8027 m) zaokružuje uspone na osamtisućnjake u Tibetu (NR Kina)
- 2000. Ekspedicija na Hiunchuli u Nepalu pod vodstvom D. Berljaka
- 2000. Ekspedicija Saveza gorskih vodiča Hrvatske na Mt. Cameroon pod vodstvom Željka Gobeca
- 2000. I.ekspedicija Riječkog alpinističkog kluba - Aconcagua (vrh D.Boštjančić)
- 2001. Prvi hrvatski uspon skijama na Mt. Logan, najviši vrh Kanade (Branko Šeparović, M. Rodeš, Stipe Božić i Joško Božić)
- 2001. II. ekspedicija Riječkog alpinističkog kluba - Cordillera Blanca - nevado Uros, nevado Alpamayo, nevado Huascaran; uspone izveli: M.Pecić, F. Tomc, D.Boštjančić, I.Prebeg, A.Regent i vođa E.Sulić
- 2004. III. ekspedicija Riječkog alpinističkog kluba - Mt.Kenya i Kilimanjaro; uspone izveli: R.Ivančan, M.Krpešić i I.Prebeg
- 2005. uspon na Mt. Fuji, najviši vrh Japana, uspon izveli Ivana i Damir Gobec
- 2005. IV. ekspedicija Riječkog alpinističkog kluba - Cordillera Blanca - n.Uros, n.Ishinca, Tocllaraju, Artesonraju; uspone izveli: D.Pajić,R.Linić,D.Behlić,I.Ladavac,M.Kolanović,D.Pavić,E.Sindičić,V.Simičević,D.Veljković,M.Krpešić,D.Kršanac i vođa Z.Vikić
- 2006. Ekspedicija Saveza gorskih vodiča Hrvatske na Mera peak (6476m) u Nepalu. Vođe ekspedicije Vladimir Mesarić i Željko Gobec
- 2006. V. ekspedicija Riječkog alpinističkog kluba - Yosemite - napravljeno prvo hrvatsko ponavljanje smjera Muir Wall u stijeni El Capitana (L.Labinjan i Z.Vikić) te drugo hrvatsko ponavljanje smjera The Nose također u stijeni El Capitana (E.Sindičić i M.Krpešić)

## Poveznice
- Hrvatski nacionalni parkovi i parkovi prirode
- Hrvatski parkovi prirode
- Komisija za speleologiju HPS

## Vanjske poveznice
- Hrvatski planinarski savez
- Planinarski savez Zagreba  Arhivirana inačica izvorne stranice od 22. veljače 2007. (Wayback Machine)
- Hrvatski speleološki poslužitelj
- Interaktivna planinarska karta Hrvatske staze.hr